# László Rédei

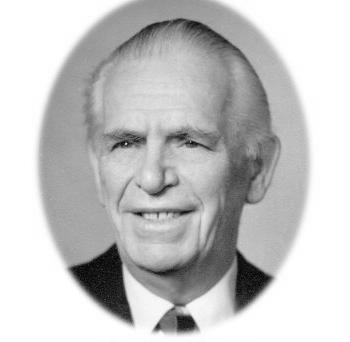
László Rédei

László Rédei (auch als Ladislaus Rédei zitiert; * 15. November 1900 in Rákoskeresztúr, jetzt Teil von Budapest; † 21. November 1980 in Budapest) war ein ungarischer Mathematiker, der sich mit Algebra (insbesondere Gruppentheorie und Theorie der Halbgruppen) und algebraischer Zahlentheorie beschäftigte.

## Leben
Rédei studierte an der Universität Budapest (unter anderem bei Leopold Fejér), an der er 1922 mit einer zahlentheoretischen Arbeit promovierte. Schon 1921 veröffentlichte er seine erste Arbeit und war dann zunächst ab 1921 für zwanzig Jahre Schullehrer. Daneben publizierte er aber über algebraische Zahlentheorie, habilitierte sich 1932 in Debrecen, war 1934/35 mit einem Humboldt-Stipendium an der Universität Göttingen und erhielt 1940 für seine Arbeiten die König-Medaille. 1940 wurde er Dozent und 1950 Professor an der Universität Szeged und ab 1967 war er am Mathematischen Institut der Ungarischen Akademie der Wissenschaften in Budapest.
In der algebraischen Zahlentheorie gab er neue Beweise für das Quadratische Reziprozitätsgesetz und bewies ab den 1930er Jahren Sätze zur Struktur der Klassengruppe reeller quadratischer Zahlkörper und damit zusammenhängend über die Pellsche Gleichung. Teilweise arbeitete er dabei in den 1930er Jahren mit Hans Reichardt zusammen. Weiterhin untersuchte er in den 1940er Jahren, unter welchen Bedingungen reelle quadratische Zahlkörper euklidische Zahlkörper sind, und fand einige der 21 Zahlkörper dieser Art.
Er befasste sich mit endlichen Gruppen und verallgemeinerte einen Satz von György Hajós über die Faktorzerlegung endlicher Gruppen. Der Satz von Hajós besagt, dass, wenn eine endliche abelsche Gruppe als direktes Produkt zweier zyklischer Mengen dargestellt werden kann, eine dieser beiden Mengen eine Untergruppe ist. Rédei verallgemeinerte das 1965 auf die Darstellung durch Produkte von Mengen, die jeweils Primzahl-Kardinalität haben und die Identität enthalten (nach Rédei ist dann eine der Mengen eine Untergruppe). Rédei untersuchte auch allgemeine schiefe Produkte.
Ein früher Beitrag zur Klassifikation der endlichen Gruppen war seine Bestimmung der endlichen nichtkommutativen Gruppen, deren eigentliche Untergruppen alle kommutativ sind. Posthum erschien 1989 sein Buch über endliche p-Gruppen. Ein weiteres Arbeitsgebiet von Redei, auf dem er wichtige Beiträge lieferte, war die Theorie der Halbgruppen.
Rédei war 1947 bis 1949 Präsident der János Bolyai Gesellschaft und ab 1949 korrespondierendes und ab 1955 volles Mitglied der Ungarischen Akademie der Wissenschaften. Zweimal erhielt er den Kossuth-Preis (1950, 1955). Er war seit 1962 Mitglied der Leopoldina. Seit 1934 war er Mitglied der DMV.

## Schriften
- Algebra, Akademische Verlagsgesellschaft Geest und Portig, Leipzig 1959 (ungarisches Original 1954)
- Lückenhafte Polynome über endlichen Körpern, Birkhäuser 1970 (englische Übersetzung 1973)
- Endliche p-Gruppen, Akadémiai Kiadó, Budapest 1989 (Herausgegeben von L. Márki, P. P. Pálfy)
- Theorie der endlich erzeugbaren kommutativen Halbgruppen, Hamburger Mathematische Einzelschriften, Physica Verlag 1963 (englische Übersetzung 1965, Pergamon Press)
- Begründung der euklidischen und nichteuklidischen Geometrie nach Felix Klein, Akadémiai Kiadó, Budapest 1965 (englische Übersetzung 1968)

Einige Online Arbeiten:
- Einfacher Beweis des quadratischen Reziprozitätsgesetzes, Mathematische Zeitschrift, Band 54, 1951, S. 25.
- Ein neuer Beweis des quadratischen Reziprozitätsgesetzes, Journal für Reine und Angewandte Mathematik, Band 155, 1926, S. 103.
- Über den euklidischen Algorithmus in reell quadratischen Zahlkörpern, Journal für Reine und Angewandte Mathematik, Band 183, 1941, S. 183.
- Die Pellsche Gleichung {\displaystyle t^{2}} – d {\displaystyle u^{2}} =-1, Journal für Reine und Angewandte Mathematik, Band 173, 1935, S. 193.
- mit Reichardt: Die Anzahl der durch 4 teilbaren Invarianten der Klassengruppe eines beliebigen quadratischen Zahlkörpers, Journal für Reine und Angewandte Mathematik, Band 170, 1934, S. 69.